# Little Harbour East
Little Harbour East est une petite communauté canadienne située sur la péninsule de Burin de l'île de Terre-Neuve dans la province de Terre-Neuve-et-Labrador. Elle est située sur la route 212 entre Harbour Mille au sud-ouest et Little Bay East au sud-est.

## Annexe